# Rủi ro thảm họa toàn cầu

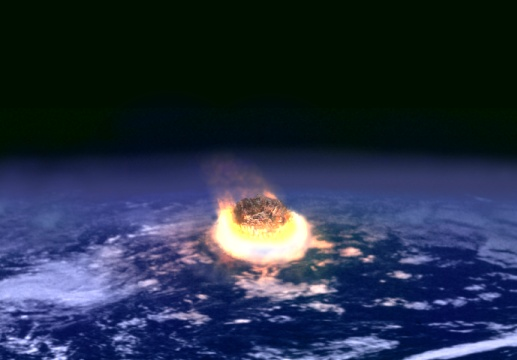
Ấn tượng của nghệ sĩ về một sự kiện va chạm với tiểu hành tinh lớn. Một tiểu hành tinh có sức mạnh va chạm của một tỷ quả bom nguyên tử có thể đã gây ra sự tuyệt chủng của loài khủng long.

Rủi ro thảm họa toàn cầu là một sự kiện tương lai giả định có thể gây tổn hại cho sức khỏe của con người trên phạm vi toàn cầu, thậm chí gây nguy hiểm hoặc phá hủy nền văn minh hiện đại. Một sự kiện có thể gây ra sự tuyệt chủng của con người hoặc làm giảm đáng kể tiềm năng của loài người được gọi là nguy cơ tồn tại.
Rủi ro thảm họa toàn cầu tiềm ẩn bao gồm rủi ro do con người gây ra, gây ra bởi con người (công nghệ, quản trị, biến đổi khí hậu) và rủi ro phi nhân tạo hoặc rủi ro bên ngoài. Ví dụ về rủi ro công nghệ là trí tuệ nhân tạo thù địch và công nghệ sinh học hoặc công nghệ nano phá hoại. Quản trị toàn cầu không đủ hoặc ác tính tạo ra rủi ro trong lĩnh vực chính trị xã hội, như chiến tranh toàn cầu, bao gồm cả thảm sát hạt nhân, khủng bố sinh học sử dụng các sinh vật biến đổi gen, khủng bố mạng phá hủy cơ sở hạ tầng quan trọng như lưới điện; hoặc sự thất bại trong việc quản lý một đại dịch tự nhiên. Các vấn đề và rủi ro trong lĩnh vực quản trị hệ thống trái đất bao gồm sự nóng lên toàn cầu, suy thoái môi trường, bao gồm sự tuyệt chủng của loài, nạn đói do sự phân phối tài nguyên không công bằng, dân số quá mức, thất bại mùa màng và nông nghiệp không bền vững.